# Enicocephalidae
Die Enicocephalidae sind eine Familie der Wanzen (Heteroptera) innerhalb der Teilordnung Enicocephalomorpha. Es sind ungefähr 405 Arten in 55 Gattungen beschrieben. Die Vertreter der Familie sehen kleinen bis mittelgroßen Raubwanzen (Reduviidae) ähnlich und stellen etwa 95 % aller Arten der Enicocephalomorpha.

## Merkmale
Die Wanzen werden 1 bis 17 Millimeter lang, sind wie auch die nahen Verwandten der Aenictopecheidae meist wenig lebhaft gefärbt und meist einfarbig gelb, braun oder schwärzlich. Nur wenige Arten haben kontrastierende Farbmuster, manchmal auch mit kräftigem Rot.
Das Pronotum ist durch zwei schräge Einschnürungen in der Regel in drei deutlich erkennbare Loben unterteilt, abweichend nur bei den Gattungen Megenicocephalus und Alienates (hier nur zwei Loben). Häufig sind die Flügel innerhalb einer Art unterschiedlich ausgebildet (Flügelpolymorphismus). Die Männchen haben bei den meisten Arten vergrößerte (macroptere) Flügel, die Weibchen verkürzte (brachyptere) Flügel, oder sie sind gar nicht ausgebildet (apter). Individuen mit zurückgebildeten Flügeln fehlen häufig auch die Ocelli, haben kleinere Facettenaugen und ein etwas anders geformtes Pronotum, bei der Gattung Alienates fehlen bei den Weibchen die Augen vollständig. Microptere oder aptere Weibchen sind in der Regel auch deutlich größer als macroptere Männchen (Sexualdimorphismus); bei den Arten, bei denen beide Geschlechter polymorph ausgebildete Flügel haben, ist der Geschlechtsdimorphismus weniger stark ausgebildet. Die Unterbrechung der Costalader fehlt und ist nur bei der Unterfamilie Megenicocephalinae schwach angedeutet. Die Flügelanlagen der älteren Nymphen sind groß und grenzen aneinander. Manchmal überlappen sie etwas entlang der Mittellinie. Die Tiere besitzen an den Sterna des Metathorax Duftdrüsen, deren Öffnungen aber häufig zurückgebildet sind. Die Vorderbeine sind zu Fangbeinen modifiziert und in der Regel verdickt. Die Schienen (Tibien) sind normalerweise apikal verbreitert und je nach Art verschiedenartig mit plattenartigen Anhängseln, Dornen, Tuberkeln und Borsten versehen. Es kommen ein oder zwei Tarsenglieder vor, die Vordertarsen sind immer einsegmentig, die Hintertarsen in der Regel zweisegmentig (bei Alienates eingliedrig).
Anders als bei allen anderen Wanzen ist bei primitiven Arten der Enicocephalidae der Phallus durch Strukturen, wie paarige Elemente, die homolog zu den Genitalplatten der Zikaden sind, gebildet. Die Paramere sind immer unbeweglich, basal verwachsen oder zu flachen Skleriten zurückgebildet. Bei den Weibchen sind äußere Genitalien überhaupt fehlend; bei der Tribus Systelloderini der Megenicocephalina sind sie als Reste erkennbar. Die Genitalöffnung der Weibchen ist durch eine große Subgenitalplatte, die vom achten Sternum gebildet wird, verdeckt.
Die Unterteilung des Pronotums in drei Loben, das Fehlen der Unterbrechung der Costalader und die stark modifizierten und häufig zurückgebildeten Genitalien beider Geschlechter sind Autapomorphien der Familie.

## Vorkommen
Die Familie ist weltweit verbreitet, das Hauptverbreitungsgebiet der Familie umfasst die feuchten Tropen und Subtropen. Die meisten Arten der Familie leben in Bodenstreu oder lockerer Erde, in Moosen, verrottendem Holz, unter Rinde und ähnlichen Mikrohabitaten. Die Arten der ariden Zonen und der gemäßigten Breiten leben vermutlich vor allem in Erdspalten. Manche Arten, wie etwa die australische Oncylocotis tasmanicus sind mit Ameisen vergesellschaftet.

## Lebensweise
Die Enicocephalidae sind vermutlich allesamt wenig spezialisierte Räuber, auch wenn dies nur von wenigen Arten dokumentiert ist. Bevorzugt werden schwach gepanzerte Gliederfüßer gejagt, insbesondere Springschwänze (Collembola) und Zwergfüßer (Symphyla). Adulte Tiere lassen sich durch Berlesetrichter und Bodenfallen fangen und durch künstliches Licht anlocken. Alle Arten, bei denen beide Geschlechter flugfähig sind, schwärmen entweder tagsüber, oder während der Dämmerung. Die zum Teil sehr großen Schwärme bestehen entweder aus Tieren beider Geschlechter, oder nur aus einem von ihnen (dann immer die Männchen). Die Details des Paarungsverhaltens sind ansonsten unbekannt und auch die Paarung wurde bislang bei keiner Art beobachtet.

## Taxonomie und Systematik
Folgende Subtaxa werden derzeit anerkannt:
- Unterfamilie Megenicocephalinae
  -     - Gattung Megenicocephalus (Malaiische Halbinsel, Indonesien)
- Unterfamilie Alienatinae
  -     - Gattung Alienates (Karibik, Mittelamerika, nördliches Südamerika)
- Unterfamilie Phallopiratinae
  -     - Gattung Phallopirates (Malaiische Halbinsel und Borneo bis Philippinen)
- Unterfamilie Phthirocorinae
  - Tribus Monteithostolini
    - Gattung Monteithostolus (Neukaledonien)
    - Gattung Ciucephalus (Neukaledonien)

  - Tribus Phthirocorini
    - Gattung Phthirocoris (Neuseeland, Crozetinseln)
    - Gattung Phthirocorisella (Neuguinea)
- Unterfamilie Enicocephalinae
  - Tribus Systelloderini
    - Gattung Systelloderes (weltweit)

  - Tribus Enicocephalini (mehrere Gattungen; weltweit; Hauptverbreitungsgebiet in den Tropen und Subtropen)

Die Aenictopecheidae wurden früher auch als Unterfamilie der Enicocephalidae betrachtet, jedoch durch Štys 1989 in den Familienrang erhoben, der bis heute akzeptiert wird, wenngleich Wygodzinsky & Schmidt 1991 die Trennung in ihrer Arbeit über die Enicocephalomorpha nicht berücksichtigten.

## Belege